# 松木屋 (音楽)
株式会社松木屋（まつきや）は、福井県福井市にかつて本社を置いていたCD・DVD・楽器・書籍販売会社。
2019年6月1日付で、富山県高岡市に本社を置く開進堂楽器へ事業譲渡し企業としては清算した。

## 沿革
- 1927年11月10日：創業
- 2008年：ヤマハの連結子会社となる[1]。
- 2019年5月19日：CD販売事業を終了[1]。
- 2019年6月1日：開進堂楽器へ事業譲渡[1][2]。

## 現在の店舗
現在は開進堂楽器の店舗となっている。店舗の詳細は、開進堂楽器公式サイトを参照。

### 楽器販売、スタジオ併設店
福井県
- MPC 楽器センター福井（旧ミュージックファクトリー日之出店）：福井県福井市日之出五丁目16番21号

石川県
- MPC VanVan（旧VanVanミュージックファクトリー泉ヶ丘店）：石川県金沢市泉野出町四丁目13番

## 過去の店舗
この節では事業譲渡直前の店舗情報を記述する。

### CD・DVD販売
福井県
- エルパ店：福井県福井市大和田二丁目1212番地 ラブリーパートナーエルパ内
  - 2019年5月19日に閉店し、同日付でCD販売事業から撤退した[3]。

### 楽器・書籍販売、スタジオ併設店
福井県
- みゅうじかん（スタジオ/音楽教室）：福井県福井市日之出五丁目16番14号
  - 現在は音楽教室のみで、店舗としては閉鎖している。